# Андре Фредерік Курнан
Андре Фредерік Курнан (фр. André Frédéric Cournand) (24 вересня 1895, Париж — 19 лютого 1988) — американський лікар і фізіолог, за походженням француз.

## Біографія
У 1930 році закінчив медичний факультет Паризького університету, в тому ж році переїхав в Нью-Йорк. З 1951 професор медичного факультету Колумбійського університету.

## Нобелівська премія
За розробку та удосконалення методу клінічної діагностики вад серця (катетеризація серця) відзначений (спільно з Вернером Форсманом і Дікінсом Річардсом) Нобелівською премією (1956).